# 99262 Bleustein
99262 Bleustein este un asteroid din centura principală de asteroizi.

## Descriere
99262 Bleustein este un asteroid din centura principală de asteroizi. A fost descoperit pe 20 iulie 2001 la Le Creusot de Jean-Claude Merlin. Asteroidul prezintă o orbită caracterizată de o semiaxă mare de 3,10 ua, o excentricitate de 0,08 și o înclinație de 11,3° în raport cu ecliptica.